# Сухорукова, Вера Николаевна
Вера Николаевна Сухорукова (10 августа 1951, Шемонаихинский район, Восточно-Казахстанская область, КазССР, СССР — 19 декабря 2020, Усть-Каменогорск, Казахстан) — казахстанский государственный и общественный деятель.

## Биография
Родилась 10 августа 1951 года в селе Выдриха Шемонаихинского района Восточно-Казахстанской области.
С 1968 по 1973 годы Окончила Усть-Каменогорский строительно-дорожный институт по специальности Инженер-экономист.
В 1989 году Окончила Академия общественных наук при ЦК КПСС по специальности Преподаватель научного коммунизма.

## Трудовая деятельность
С 1973 по 1977 годы — Старший экономист, начальник планового отдела Джезказганского областного управления коммунального хозяйства.
С 1977 по 1984 годы — Инструктор, завотделом Джезказганского горкома Компартии Казахстана.
С 1984 по 1996 годы — Председатель городского комитета народного контроля; заместитель, первый заместитель председателя облисполкома; первый заместитель главы администрации, акима Жезказганской области.
С 1996 по 1999 годы — Первый заместитель акима Восточно-Казахстанской области, начальник управления экономики Восточно-Казахстанской области, директор ТОО «АБС-Шыгыс».
С сентябрь 1999 по январь 2003 годы — Аким города Усть-Каменогорска.
С 2003 по 2004 годы — Заместитель акима Восточно-Казахстанской области.
С 2007 по 2014 годы — Заместитель председателя правления АО «НК «СПК «Ертіс».
С июль 2014 года — Заместитель Председателя Правления АО «Азия Авто».

## Выборные должности, депутатство
С 2004 по 2007 годы — Депутат Мажилиса Парламента Республики Казахстан ІІІ созыва, председатель Комитета по экономической реформе и регионального развития, член депутатской группы Парламента Республики Казахстан «Енбек».

## Награды
- 2001 — Орден Курмет[2]
- 2001 — Награждена личным нагрудным знаком Президента Республики Казахстан «Алтын барыс»
- 2001 — Медаль «10 лет независимости Республики Казахстан»
- 2003 — Почётный гражданин города Усть-Каменогорска (за большой вклад в социально-экономическое развитие города, стабилизацию бюджетной)
- 2005 — Медаль «10 лет Конституции Республики Казахстан»
- 2006 — Медаль «10 лет Парламенту Республики Казахстан»
- 2014 — Почётный диплом Правительственной комиссии по делам соотечественников за рубежом в номинации «Благотворительность»[3]
- Орден святой равноапостольной княгини Ольги ІІІ степени и др медали.